# Not Enough Hate

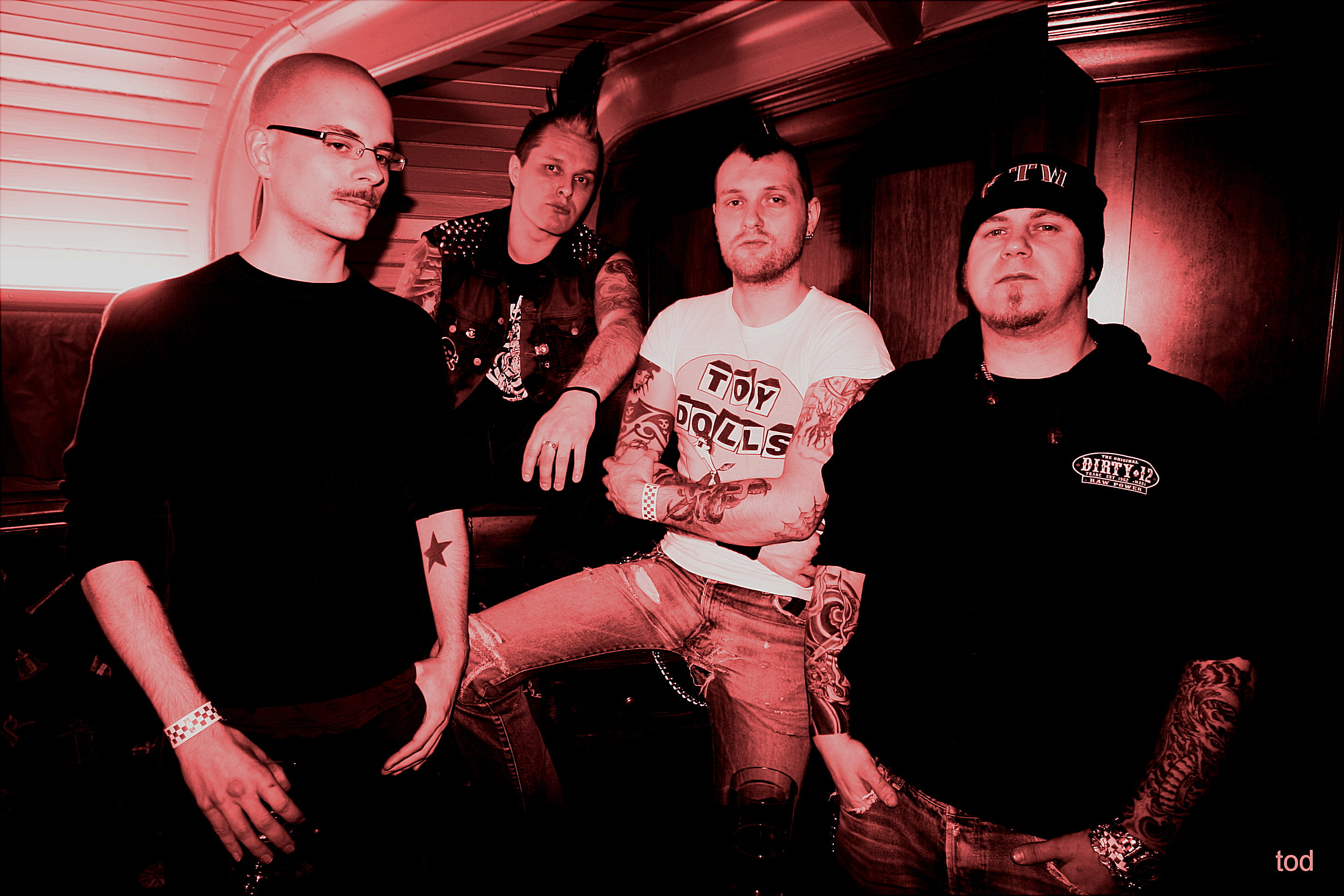

Not Enough Hate är ett hardcoreband ifrån Göteborg. 
Bandet bildades 1993 av medlemmar ifrån avsomnade punkbanden: TA.S.K, Bumsen Muss Man och Nisses Nötter.
Första sättningen bestod av: Porre och Jocke - Sång, Joke och Sören - Gitarr, Ägget - Bas, Senap - Trummor. Denna sättning blev dock inte långvarig då man inte kunde komma överens om musikstilen som skulle spelas.
Medlemmar byttes ut och genast började det låta bättre om bandet. Basisten Ägget släppte deras första album 1995 på sitt eget skivbolag Ägg Tapes & Records. I slutet av 1990-talet tog bandet ett rejält kliv uppåt då Stefan (ex. Ancient Slumber) (Gitarr) och Charlie (ex. Anti Cimex) (Trummor) kom med i bandet. 
1997 spelades en demo med 2 låtar in och den får bra respons bland annat i tidningen Close Up. 
2005 släppte bandet en EP (10 Years Gone) för att fira 10 år som band (sedan första skivsläppet). Kort därefter slutade Charlie i bandet för att istället börja spela med Troublemakers. Bandet tog en lång paus och återkom med en ny skiva (Knocked Into Tomorrow) i december 2010 och hade hittat tillbaka till sina rötter när det gäller d-takt och vrålsång.
Senaste släppet från bandet är en gammal TA.S.K-låt som spelades in för en samlingsskiva (som aldrig kom ut), däremot kan låten hittas bland annat på Spotify.

## Diskografi
Studioalbum
- 1995 – Boozers & Losers (CD, Ägg Tapes & Records)
- 1997 – Murder, Death, Kill (Kassett/CD, DIY)
- 2005 - 10 Years Gone (CD, DIY)
- 2010 - Knocked Into Tomorrow (CD, Outvillage Records)

Samlingsalbum
- 1995 - "Äggröran 1" (CD, Ägg Tapes & Records)
- 1996 - "Things Start Moving" (CD, Fetvadd Records)
- 1996 - "Äggröran 2" (CD, Ägg Tapes & Records)
- 2007 - "Small Towns and Shitty Cities" (CD, Donkeycore Records)
- 2008 - "Sverigemangel" (CD, Anarkopunx Records)

Singlar
- 2014 – "Slakta Assars Nassar" (CD, Outvillage Records)